# Rocky Linux
Rocky Linux és una distribució Linux de codi obert, amb suport a llarg termini que s'enfoca en les necessitats de les empreses pel que fa a servidors. És un fork de Red Hat Enterprise Linux, essent el codi binari totalment compatible. Està a disposició per a arquitectures de processadors x86_64 i AArch64.
Fou creada per Gregory Kurtzer, qui anteriorment fou cofundador CentOS, distribució de suport a llarg termini. RedHat que auspiciava CentOS, decidí discontinuar-la en favor de CentOS Stream, distribució de llançament continu. D'aquesta manera CentOS Stream funciona com a camp de proves del que s'estrena a Red Hat Enterprise Linux i Rocky Linux adopta tot allò que s'estableix a Red Hat Enterprise Linux (downstream).